# Nur pacyficzny
Nur pacyficzny (Gavia pacifica) – gatunek dużego ptaka wodnego z rodziny nurów (Gaviidae), zamieszkujący Amerykę Północną i wschód Azji. W 2021 roku po raz pierwszy stwierdzony w Polsce. Nie jest zagrożony.

## Systematyka
Gatunek monotypowy. Dawniej bywał uznawany za podgatunek nura czarnoszyjego (G. arctica).

## Morfologia

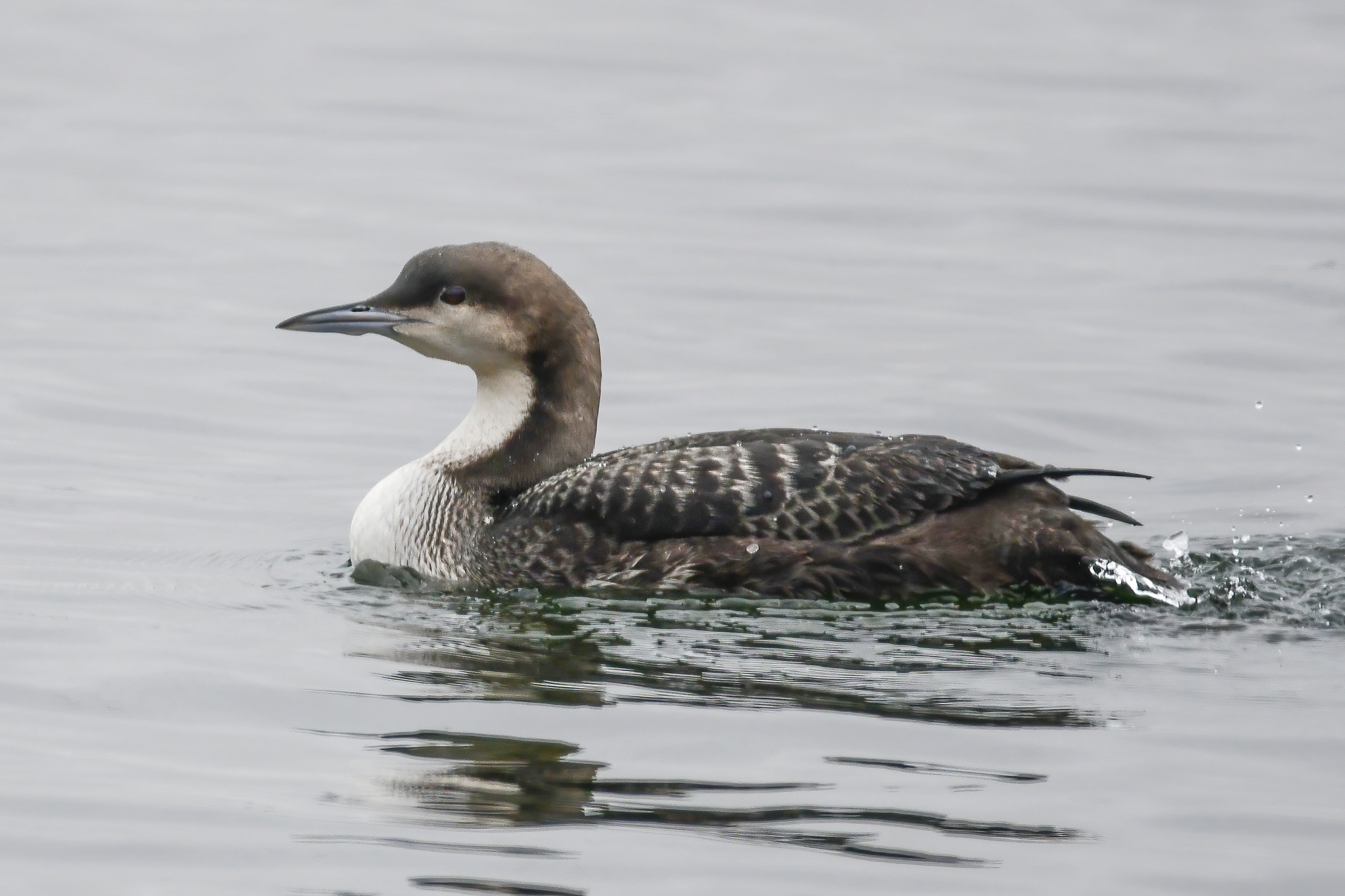
Osobnik młodociany

Średniej wielkości nur o wydłużonym ciele. Głowa i kark zaokrąglone. Dość cienki, długi dziób. Boki ciemne. Młode podobne są do niegniazdujących dorosłych: z szarym spodem ciała i białym gardłem, piersią i brzuchem.
Wymiary średnie
- długość ciała: 58–74 cm
- rozpiętość skrzydeł: 110–128 cm
- masa ciała: 1000–2500 g

## Zasięg występowania
Gniazduje w północnej części Ameryki Północnej (Alaska, północna i środkowa Kanada) oraz w północno-wschodniej Syberii (na wschód od rzeki Kołymy); zimuje wzdłuż pacyficznych wybrzeży Ameryki Północnej (na południu po północno-zachodni Meksyk) oraz na wybrzeżach północno-wschodniej i wschodniej Azji (na południu po południową Japonię).
Sporadycznie zalatuje do Europy. W listopadzie 2021 roku został po raz pierwszy stwierdzony w Polsce – zaobserwowano go na jeziorze Miedwie (woj. zachodniopomorskie). Po zaakceptowaniu tego stwierdzenia Komisja Faunistyczna Sekcji Ornitologicznej Polskiego Towarzystwa Zoologicznego wciągnęła nura pacyficznego na Listę polskiej awifauny.

## Ekologia i zachowanie
BiotopGniazduje w czystych, tundrowych jeziorach. W trakcie migracji odpoczywa na oceanie, czasem w estuariach i na wybrzeżach.
PożywienieRyby i bezkręgowce wodne.
LęgiGniazdo to płytkie zagłębienie w ziemi skąpo wyścielone butwiejącą roślinnością lub solidna konstrukcja z roślin wodnych, przybrzeżnych traw i mułu umieszczona na dnie w płytkiej wodzie; stwierdzono też gniazda pływające, przytwierdzone do trzcin. Samica składa 1–2 jaja (najczęściej 2). Ich kolor jest zmienny i obejmuje różne odcienie płowego, brązowego i oliwkowego; jaja są pokryte ciemniejszymi plamkami. W jednym zniesieniu jaja rzadko mają identyczny kolor, a niekiedy bardzo się od siebie różnią. Inkubacja trwa 23–29 dni. Młode stają się niezależne od rodziców po 5–7 tygodniach od wyklucia.

## Status
W Czerwonej księdze gatunków zagrożonych Międzynarodowej Unii Ochrony Przyrody (IUCN) nur pacyficzny jest klasyfikowany jako gatunek najmniejszej troski (LC – Least Concern). W 2006 roku liczebność światowej populacji, według szacunków organizacji Wetlands International, wynosiła około 930 000 – 1 600 000 osobników. Globalny trend liczebności populacji uznawany jest za wzrostowy.